# Bahnhof Schmalkalden
Der Bahnhof Schmalkalden ist der wichtigste Bahnhof der thüringischen Stadt Schmalkalden. Darüber hinaus sind die Haltepunkte Auehütte, Schmalkalden Fachhochschule, Mittelschmalkalden, Niederschmalkalden und Wernshausen vorhanden.

## Geschichte
Mit Errichtung der Strecke Wernshausen–Schmalkalden erhielt Schmalkalden am 2. April 1874 einen Eisenbahnanschluss. Fünfzehn Jahre später wurde die Strecke nach Zella-Mehlis verlängert, deren erstes Teilstück am 15. Dezember 1891 und das zweite am 25. Januar 1893 in Betrieb ging. Vorher war am 3. November 1892 der Bahnhof Schmalkalden mit Eröffnung der abzweigenden Bahnstrecke Schmalkalden–Brotterode zum Keilbahnhof geworden.
1996 wurde der Personenverkehr auf der zuletzt nur noch bis Kleinschmalkalden befahrenen Strecke nach Brotterode eingestellt und anschließend zurückgebaut, somit ist der Bahnhof wieder ein reiner Durchgangsbahnhof.

## Anlagen
Es gibt ein großes Empfangsgebäude, das zwischen den beiden Strecken liegt. Der Hausbahnsteig zwischen Gleis 1 und dem ersten Gleis der Strecke nach Brotterode hatte bis zum Umbau 2013 ein Bahnsteigdach. Außerdem ist ein Mittelbahnsteig zwischen Gleis 1 und Gleis 2 vorhanden, der Regelverkehr läuft über Gleis 1. Daneben gibt es noch einige Nebengleise. Bahnsteig 1 ist 115 Meter lang und 55 Zentimeter hoch, Bahnsteig 2 165 Meter lang und 38 Zentimeter hoch.
Bis 2011 wurde das Empfangsgebäude als Erlebnisbahnhof genutzt. Seit 2012 wurde der ganze Bahnhofsbereich für die Landesgartenschau 2015 umgebaut. Das Empfangsgebäude wurde 2013/2014 kernsaniert und im August 2014 fertiggestellt.
Anstelle der Gleise nach Brotterode befindet sich seit Oktober 2013 ein Busbahnhof.
Von den ehemaligen Anlagen ist der Ringlokschuppen, in dem sich ein Holzhandel befindet, erhalten.

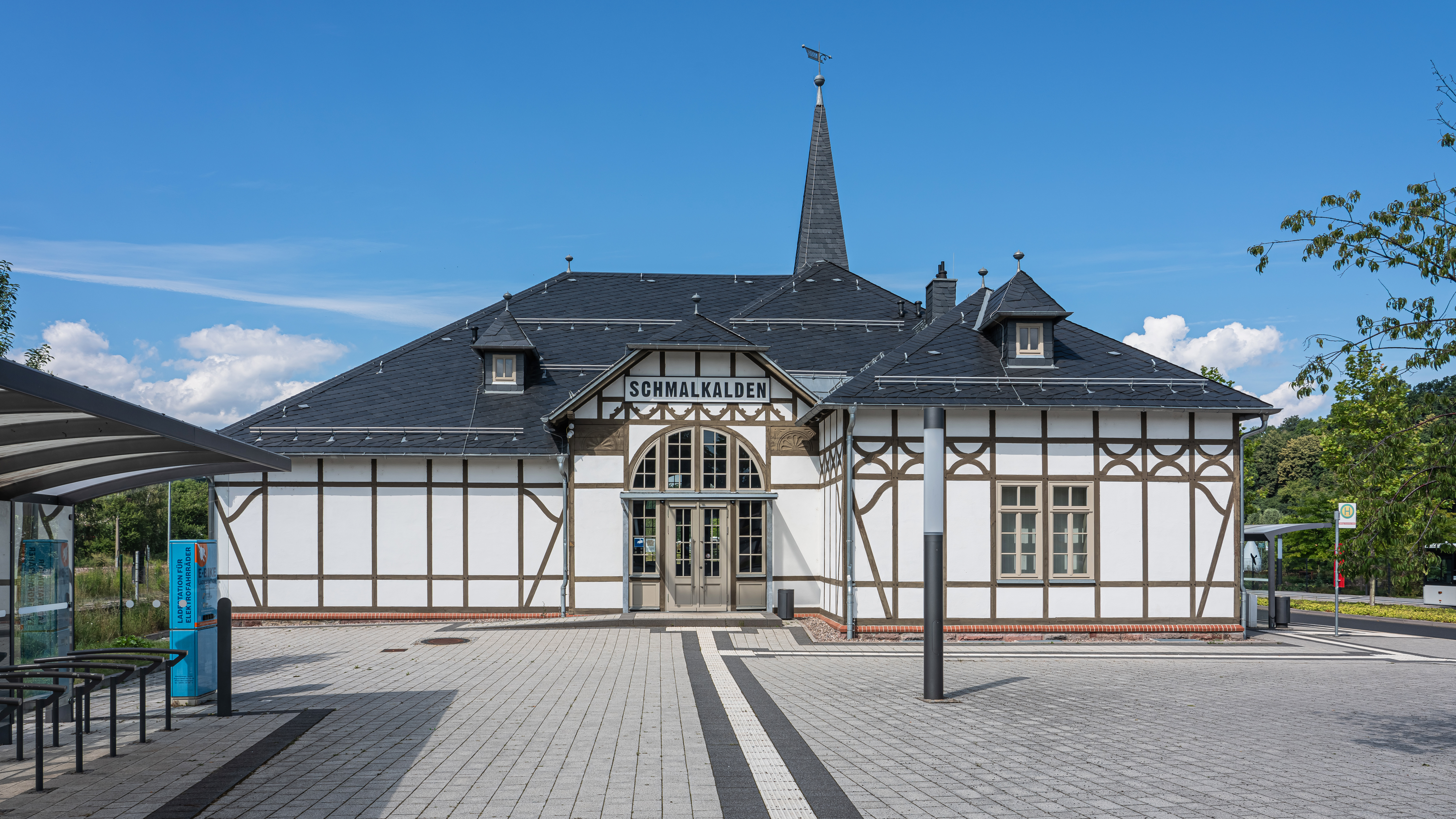
Bahnhof Schmalkalden, Empfangsgebäude

## Verkehr
Seit 2001 wird der Bahnhof Schmalkalden von der Süd-Thüringen-Bahn auf der Linie RB 43 (ehemals STB3) Wernshausen–Schmalkalden–Zella-Mehlis(–Suhl) bedient. Im Stundentakt, der am Wochenende vormittags auf einen Zweistundentakt ausgedünnt wird, verkehren Triebwagen des Typs Regio-Shuttle.